# 24289 Anthonypalma
24289 Anthonypalma è un asteroide della fascia principale interna. Scoperto nel 1999, presenta un'orbita caratterizzata da un semiasse maggiore pari a 2,442262 UA e da un'eccentricità di 0,121689, inclinata di 5,139144° rispetto all'eclittica. Ha un diametro di 3,428 km e un'albedo di 0,198.